# Mangan(II) fluoride
Mangan(II) fluoride là hợp chất hóa học bao gồm mangan và fluoride có công thức MnF2. Nó là một chất rắn kết tinh màu hồng nhạt, màu hồng nhạt là màu đặc trưng cho các hợp chất mangan(II). Nó được tạo ra bằng cách xử lý mangan hay các hợp chất của mangan(II) trong axit flohydric. Nó được sử dụng trong sản xuất các loại thủy tinh và laser đặc biệt.

## Hợp chất khác
MnF2 còn tạo một số hợp chất với NH3, như:
- MnF2·2 (?)NH3 – chất rắn màu nâu;[3]
- MnF2·5NH3·H2O – tinh thể gần như không màu (vàng rất nhạt);[3]
- MnF2·6NH3 – chất rắn màu trắng.[ghi chú 1]

MnF2 còn tạo một số hợp chất với N2H4, như MnF2·xN2H4 (x = 1 hoặc 2) là bột màu trắng.